# Добро

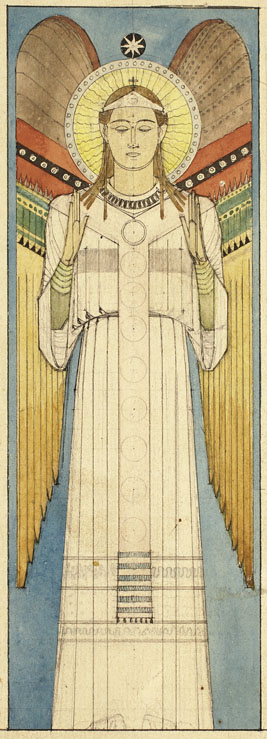
В авраамических религиях ангелы считаются добрыми существами.

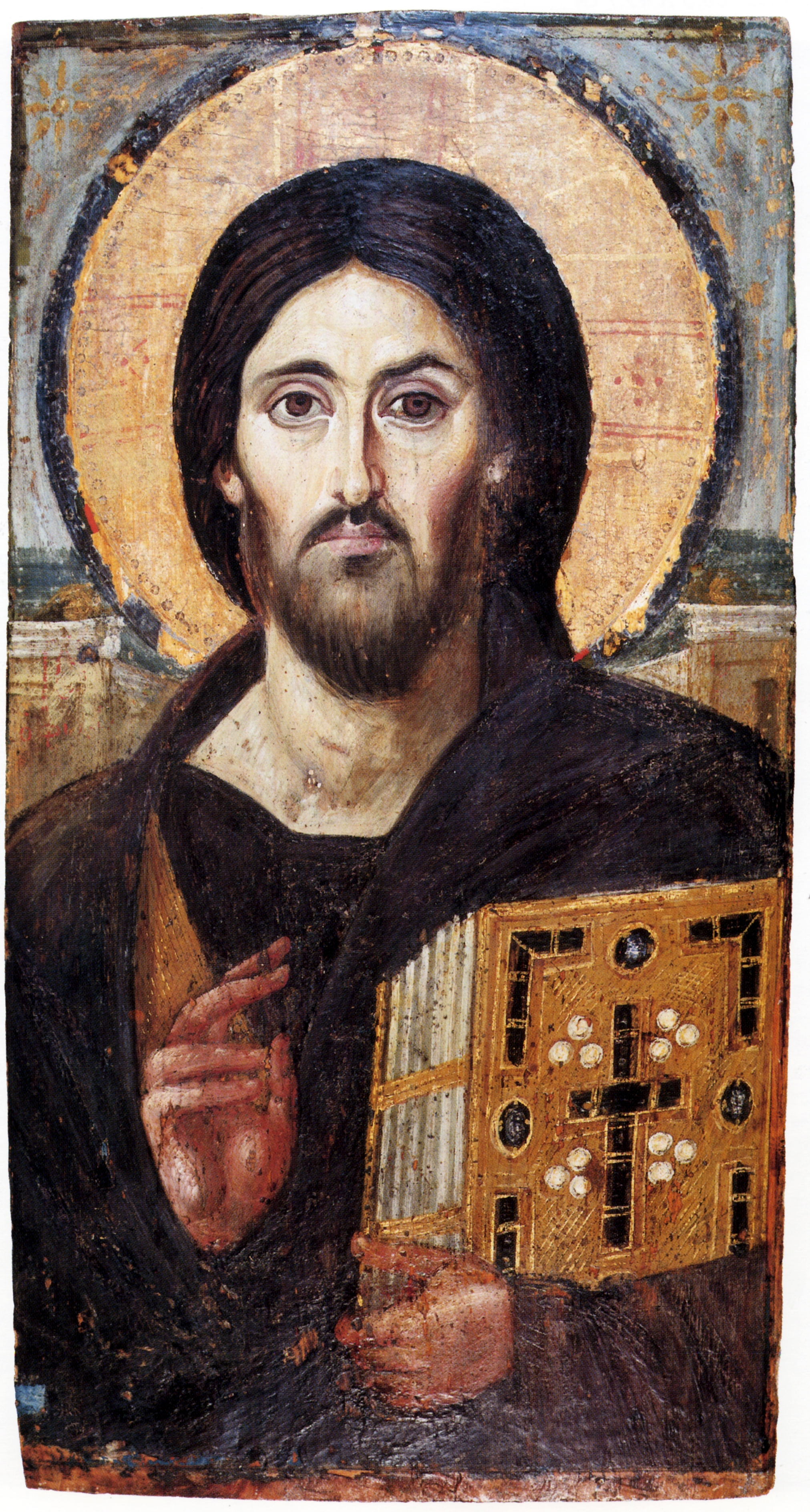
Иисус Христос часто рассматривается как воплощение абсолютной доброты и любви в христианских конфессиях.

Фаравахар (или Ферохар), один из основных символов зороастризма, считается изображением Фраваши (духахранителя)

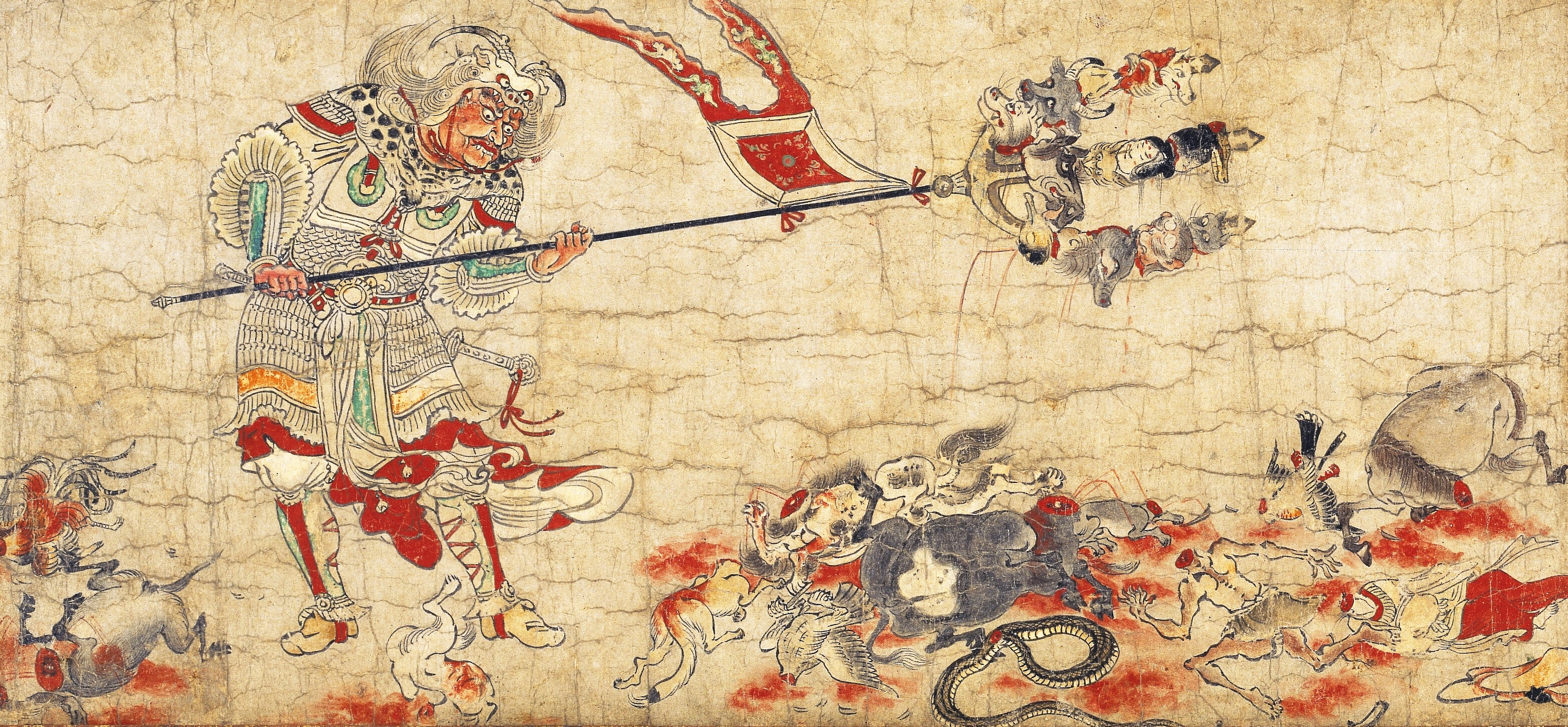
На одной из пяти картин Истребление зла изображён Сэндан Кэндацуба, один из восьми блюстителей буддийского закона, изгоняющий зло.

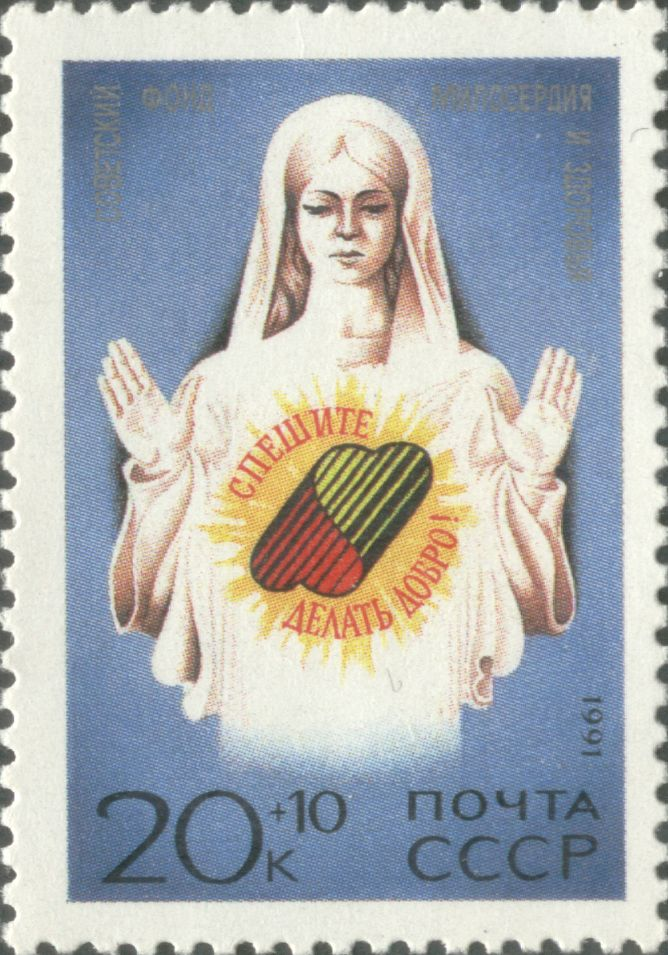
Благотворительный выпуск 1991 года почты СССР в пользу Советского фонда милосердия и здоровья. С изображением женщины как воплощения внимания, участия и доброты; логотипа фонда и его девиза: «Спешите делать добро!»

Добро́ — нормативно-оценочная категория морального сознания, характеризующая положительные нравственные ценности. Противоположность понятию «зло», категория этики.
Изначально было противоположно понятию худа, то есть результат действия блага, в противовес результату действия зла. Уже позже стало употребляться как антоним понятия зла, означая намеренное, бескорыстное и искреннее стремление к осуществлению блага, полезного деяния. В житейском смысле термин «доброе» относится ко всему, что вызывает у людей положительную оценку либо ассоциируется со счастьем, радостью, любовью тех или иных людей, то есть становится близким релевантному понятию «хорошо».

## Добрая воля
Согласно большинству этических учений, добро как намерение может осуществляться только свободной волей. Удача, выигрышное стечение обстоятельств не являются добром. В отличие от зла, добро не выражается простой волей к добру, поскольку такая воля может быть корыстной, а значит нейтральной по отношению к нравственности.

## Природа добра
Добро и зло — антонимичные понятия и, таким образом, отрицают друг друга. В европейской традиции добро обычно ассоциируют со светом, светлым, белым. Зло — с тьмой, тёмным, чёрным. Согласно догматам некоторых религий добро со злом рассматриваются как автономные силы, ведущие извечную борьбу за право властвовать в мире. Подобная система взглядов в теологии называется дуализмом.

### Понятие добра в культуре
В русской культуре слово «добро» изначально означает материальное имущество, а в более узком, этическом смысле понятие добра выражается словом «благо». «Добрый человек» — богатый человек. Полный человек, который смог набрать вес благодаря тому, что мог позволить себе покупать продукты, называется «добрым», «раздобревшим» (располневшим). «Доброта» — это черта характера, которая позволяет человеку делиться своим добром, имуществом. С приходом христианства слово приобрело другие значения, в том числе не имеющие никакого отношения к материальным благам.
Одна из расхожих фраз, касающихся добра: «Добро должно быть с кулаками». Фраза приписывается М. Светлову, который сообщил её нескольким поэтам с просьбой написать стихотворение, начинающееся на эту строчку. Самое известное стихотворение написал Станислав Куняев:
Добро должно быть с кулаками

Добро суровым быть должно,

Чтобы летела шерсть клоками

Со всех, кто лезет на добро…
Другим примером является фраза «победа сил добра над силами разума», отражающая скепсис по отношению к христианской оценке добра.
Добро является критерием оценивания, абстракцией. Под добром мы понимаем стремления человека, его культуру. Культура и понятия добра и зла тесно связаны. Если культура — «возделывание» — а сейчас мы понимаем под этим богатство результатов человеческого труда и развития, то одно из направлений этого развития — добро, другое — зло.
Основной культурный конфликт в понимании добра состоит в том, что одни верят или полагают, что Бог сам освободит полностью и навсегда человека от страданий и зла, если тот будет терпеливо и смиренно служить ему верой и правдой, и следовательно добру чужда агрессия.
Другие верят или полагают, что либо Бога вообще не существует, и поэтому необходимо самому бороться со злом, и, следовательно добро, — не только воля к созиданию блага, но и также агрессивная воля к уничтожению вреда и зла, либо что Бог сам призывает человека к битве со злом.

### Добро и зло
Добро и зло — дихотомия в философии, этике и религии нормативно-оценочных категорий, относящихся к социальным явлениям, действиям и мотивам людей, и означающих в обобщённой форме, с одной стороны, должное и нравственно-положительное, а с противоположной — нравственно-отрицательное и осуждаемое.

### Добро в буддизме
В буддизме нет привычного европейцам антагонизма «Добро — Зло». Высшее «зло» для буддиста — Сансара, цепочка перевоплощений богов, людей, животных… (в безначально существующей Сансаре есть шесть видов существ — боги, асуры, люди, животные, преты и обитатели нараки). Какой бы праведной ни была жизнь, она всё равно так или иначе складывается из страданий (собственных или причиняемых), вызываемых желаниями. Например, желание есть становится причиной страдания животных, рыб, птиц, мясо которых употребляется в пищу. Преодоление же страданий возможно посредством освобождения от желаний. Таким образом, человеческие желания (а также желания богов, животных) можно назвать злом для буддиста.
В писаниях о жизни Будды Гаутамы есть упоминание о персонифицированном зле — демон Мара, который назван «духом Любви и Смерти». В принципе, в Маре воплощены все земные желания.

### Добро в даосизме
Согласно концепции даосизма, нет абсолютного добра и абсолютного зла, нет абсолютной истины и абсолютной лжи — все понятия и ценности относительны. Анализ же бесплоден по причине своей бесконечности.
Из учения о инь и ян следует идея о том, что добро и зло равны и равнозависимы. А значит, добро есть естественное состояние мира, как, впрочем, и зло. Даос, стремящийся к добру, вызывает к жизни зло.
Главной добродетелью считается воздержание; это есть начало нравственного совершенствования.

### Добро в индуизме
В индуизме за умение отличать Добро от зла ведает сердечная чакра Анахата. С точки зрения индуизма, величина развития этой чакры (относительно остальных чакр) определяет ту крайнюю планку, которая разделят добро и зло. При слаборазвитой чакре в поступках человека присутствует меньше доброты («Радуйся, что не убил, а только ограбил»). При чрезмерно развитой чакре изо всякого действия и ситуации человек стремится извлечь и принести в мир больше доброты («Если бьют по правой щеке, надо подставить левую»).
Обе крайности в индуизме не одобряются, но могут одобряться в других религиях.
Когда чакра внезапно закрывается (например, при потере близкого человека или предательстве, когда чувствуется постоянный холод в солнечном сплетении), то человека посещают мысли о самоубийстве. Тогда для открытия чакры вновь надо найти способ как сделать кому-нибудь добро. Если это невозможно, то человек отказывается от пищи, через несколько дней наступает истощение, и организм человека (сопротивляясь его чувствам) активизирует чакру выживания — Муладхару.

### Добро в исламе
Согласно исламской традиции добро это внутреннее качество человека, которое порождается с самого рождения (сущности), а зло является последствием его же грехов, то есть зло исходит от него самого же, а не от Аллаха. Доказательством этого можно привести аяты Корана: «всё хорошее, что постигает тебя, приходит от Аллаха. А все плохое, что постигает тебя, приходит от тебя самого» (4:79).

### Добро в конфуцианстве
Конфуций считал, что добром является то, что человек сам для себя считает добром.
Совершенствование же субъективного понимания добра, приближение его к коллективному, Конфуций отдаёт на откуп социальным взаимоотношениям через соответствующие воздаяния.

Некто спросил: «Правильно ли говорят, что за зло нужно платить добром?» Учитель сказал: «А чем же тогда платить за добро? За зло надо платить по справедливости, а за добро — добром».

В конфуцианстве чаще затрагивается не вопрос добра и зла, а качества «благородного мужа».

### Добро в христианстве
Добро — действия, приносящие счастье и не причиняющие никому вреда, ущерба, боли, страданий. В христианстве самым главным представителем и источником добра считается Бог. Объективным критерием добра (так же как и блага) является соответствие его воле Бога. Состояние или чувство, из которого творится добро, — это любовь. Совершенная любовь свойственна только Богу. А, значит, и совершенное добро, без малейшей примеси зла, может творить только Он или существа, выполняющие Его волю.
Христианство рассматривает зло не как самостоятельную сущность, но как умаление добра.
В трактате «Оправдание добра» русский христианский философ конца XIX века Владимир Соловьёв определял добро как «действительный нравственный порядок, выражающий безусловно должное и безусловно желательное отношение каждого ко всему и всего к каждому» и отождествлял его с Царством Божиим.

#### Евангельское добро
В Евангелии добро — это прежде всего дела милосердия. Различают дела милости телесной: накормить голодного, напоить жаждущего, принять странника, одеть нагого, посетить больного или заключённого (Мф. 25:35-36). А также милости духовной: обратить грешника от его ложного пути (спасти душу) (Иак. 5:20).
Также в христианстве утверждается, что никакое, даже самое малейшее добро, в конечном итоге не останется без награды от Бога.